# Wijken en buurten in Rozendaal
De Nederlandse gemeente Rozendaal is voor statistische doeleinden onderverdeeld in wijken en buurten. De gemeente is verdeeld in de volgende statistische wijken:
- Wijk 00 (CBS-wijkcode:027700)

Een statistische wijk kan bestaan uit meerdere buurten. Onderstaande tabel geeft de buurtindeling met kentallen volgens het Centraal Bureau voor de Statistiek (2008):
| CBS-buurtcode | Buurtnaam                           | Inwonertal | Opp. totaal (ha) | Opp. land (ha) | Ligging                |
| ------------- | ----------------------------------- | ---------- | ---------------- | -------------- | ---------------------- |
| BU02770000    | Rozendaal                           | 1600       | 117              | 116            | Locatie in de gemeente |
| BU02770009    | Verspreide huizen Imbosch en Terlet | 20         | 2677             | 2676           | Locatie in de gemeente |